# Thomas Mahon
Thomas Mahon fue un general irlandés con destacada participación en las fuerzas armadas de esa nación. Fue uno de los comandantes de la malograda invasión al Río de la Plata de 1807.

## Biografía
Thomas Mahon nació en Irlanda el 2 de agosto de 1766, Hijo primogénito del Honorable Maurice Mahon (1738-1819), Lord Hartland, primer barón Hartland de Stokestown, y de Catherine Moore, hija menor del vizconde Mountcashell. Por lado paterno descendía de una princesa nativa de Munster. Era hermano del mayor general Stephen Mahon, primer teniente coronel del 7° de Dragones de la Guardia y del reverendo Maurice Mahon, quien sería el tercer barón Hartland.
Siguió la carrera de las armas y el 26 de noviembre de 1794 alcanzó el grado de mayor. El 25 de abril de 1796 se convirtió en mayor del Regimiento n.º 24 de Dragones.
El 1 de enero de 1797 fue ascendido a teniente coronel del regimiento n.º 9 de Dragones como parte del refuerzo de esa unidad estacionada en Irlanda en previsión de levantamientos independentistas. 
La rebelión estalló en 1798 y la unidad de Mahon participó activamente en su represión. Mahon mismo destacó en la lucha en la batalla de Carlow, siendo el responsable de detener a Sir Edward William Crosbie por sospechas de connivencia con los rebeldes, quien tras un juicio sumarísimo fue ejecutado.
Desde 1799 integró el Parlamento de Irlanda en representación del Condado de Roscommon (Irlanda) hasta su disolución en 1801, integrándose luego en el Parlamento del Reino Unido (cámara de los Comunes) hasta 1802.
El 30 de octubre de 1805 era coronel del 9° de Dragones. En julio de 1807 durante la segunda invasión inglesa al Río de la Plata, Thomas Mahon estuvo al frente de la reserva en el fuerte ejército que al mando de John Whitelocke pretendió capturar la ciudad de Buenos Aires tras la derrota final de la primera expedición de William Carr Beresford. Tras la dura derrota a manos de las milicias porteñas, Mahon volvió con los sobrevivientes a Gran Bretaña y no fue afectado por los sumarios abiertos el siguiente año a raíz del fracaso de la expedición. 
El 4 de junio de 1811 fue ascendido al grado de mayor general. El 16 de octubre de ese año casó con Catherine Topping, de Chesire.
Sirvió en la guarnición de Kinsale, Irlanda, durante un considerable período. A la muerte de su padre el 4 de junio de 1819 se convirtió en el nuevo Lord Hartland. Murió el 8 de diciembre de 1835.